# Briars
The Briars, auch Briars, ist eine Häuseransiedlung auf der Insel St. Helena. Bekannt ist sie für den gleichnamigen Pavillon. Dieser wurde von Napoléon Bonaparte in den ersten Wochen seiner Gefangenschaft 1815 bewohnt, bevor er nach Longwood House umzog. Der Pavillon liegt im Distrikt Alarm Forest.

## Geschichte
Ursprünglich bezog sich der Name auf das Gesamtanwesen, in dessen Garten der Pavillon stand. Es gehörte William Balcombe, einem englischen Kaufmann, der Lieferant Napoleons wurde. Seine 14-jährige Tochter Elisabeth Lucia („Betsy“) Balcombe war das einzige Familienmitglied, welches Französisch sprach, und wurde für die Familie die Übersetzerin. Wegen ihrer Nähe zu Napoleon wurde die Familie Balcombe von Gouverneur Hudson Lowe verdächtigt, heimlich Nachrichten herauszuschmuggeln. Im Jahr 1818 verließen die Balcombes St. Helena – vermutlich auf Druck von Gouverneur Lowe – und kehrten nach England zurück. Die Briars wurde danach als Unterkunft für den hier stationierten Admiral vom Dienst genutzt.
Später wurde William Balcombe eine Stelle in Australien angeboten. Im Jahr 1959 wurde der Pavillon von einer Urenkelin von William Balcombe, Dame Mabel Brookes, der Französischen Nation geschenkt. Briars wurde damit der dritte französische Besitz auf der Insel.
Das Anwesen der Familie Balcombe im Mornington Peninsula, Victoria, Australien, erhielt ebenfalls den Namen The Briars. Es wird heute von Mornington Peninsula Shire betrieben und ist der Öffentlichkeit zugänglich. Die von Mabel Brookes gesammelten napoleonischen Erinnerungsstücke, die ebenfalls eine Schenkung an Mornington Peninsula waren, sind teilweise dort ausgestellt.
Der Pavillon steht unter Denkmalschutz (Stufe I).